# 平和革命
平和革命（へいわかくめい）とは、平和的手段による革命。類似語は無血革命など。対比語は暴力革命、武力革命など。

## 概要
平和革命は、武力など暴力を使用せず、議会闘争、デモ活動、ゼネラル・ストライキなど平和的手段による革命のこと。
歴史的な著名な例には以下がある。
- 17世紀イギリスの名誉革命（ただし完全な無血ではない）
- 19世紀 ポルトガルの自由主義革命（ただし完全な無血ではない）
- 1968年 フランス5月革命（各国の新左翼運動に大きな影響を与えた）
- 1986年 フィリピンのエドゥサ革命
- 1989年 東欧革命（流血となったルーマニア革命などを除く）
- 2000年 色の革命（オレンジ革命など）
- 2010年 アラブの春の一部（チェニジアのジャスミン革命など）

また革命を目指す勢力による手段として、暴力革命論に対して平和革命論の議論が存在する。社会主義勢力は第一次世界大戦勃発により第二インターナショナルが崩壊し、国際主義や暴力革命を掲げるマルクス主義などの共産主義と、城内平和や資本主義内の改良主義を掲げる社会民主主義に分裂した。

## 例
- 1970年以降、ヨーロッパの一部の共産党は、暴力革命路線を放棄してユーロコミュニズムとなった。
- 日本共産党は第二次世界大戦後、1946年の第五回党大会で「平和革命論」を主張したが、1950年にコミンフォルムから「帝国主義を美化するもの」と『恒久平和のために人民民主主義のために!』紙上で批判され、その後主流派となった所感派が主導して第五回全国協議会（五全協）において51年綱領を採択した。しかし1955年第六回全国協議会（六全協）で中国革命方式の武装闘争路線が放棄され、1961年の第八回党大会以降は徳田球一らの暴力革命路線は否定された[2]。日本共産党は以後、「平和革命必然論」と「武力革命唯一論」の両方を誤りとしている[3]。
- 日本社会党は平和革命の立場だが、1986年の「日本社会党の新宣言」で革命自体を否定した。後継政党の社会民主党は社会民主主義を党是とし、革命を目指していない。社会党左派の一部が離党して結成された新社会党は綱領である『21世紀宣言』にて「新たな国際的・国内的諸条件のもとでの平和革命による社会主義をめざす」と記載した[4]。